# Paraharmochirus
Paraharmochirus Szombathy, 1915 è un genere di ragni appartenente alla famiglia Salticidae.

## Etimologia
Il nome deriva dal prefisso greco παρά, parà, che significa presso, vicino, accanto, ad indicare la somiglianza dei caratteri con il genere Harmochirus.

## Distribuzione
L'unica specie oggi nota di questo genere è un endemismo della Nuova Guinea.

## Tassonomia
A dicembre 2010, si compone di una sola specie:
- Paraharmochirus monstrosus Szombathy, 1915[2] — Nuova Guinea